# シャイニング・タイム・ステーション
『シャイニング・タイム・ステーション』(Shining Time Station)  は、アメリカ合衆国で1989年から1995年まで製作、放送された子供向けテレビ番組である。

## 概要
アメリカの架空の鉄道「インディアン・バレー鉄道」の「シャイニングタイム・ステーション」にて繰り広げられる人間模様などを描くドラマ仕立ての番組であり、全75話。第1シリーズから第3シリーズまで制作された。各回にイギリスの人形劇『きかんしゃトーマス』（これ以下トーマス）がコーナードラマとして挿入された他、パペットによる歌のコーナーやセルアニメによる教養コーナーなどが含まれていた。
元ビートルズのリンゴ・スターや俳優のジョージ・カーリンといった著名アーティストを起用したことや、ゆったりとしたテンポ感などの要因から番組は高い人気を得ることに成功し、第1シリーズの平均視聴者数は約120万人、ピーク時には毎週約750万人の視聴者を獲得していた。また、放送後に6度のエミー賞ノミネートを受けたほか、1993年にはジェミニ賞を受賞した。
イギリス及び日本では未放映である。但し、1991年放送のトーマスの第3シリーズにてフジテレビが製作協力として参加した為、本番組第2、3シリーズでもフジテレビがエンディングにてクレジットされている。

## 変遷
放送作家・プロデューサーであったブリット・オールクロフトはイギリスでのトーマスの成功を受け、1980年代後半にアメリカ進出を目論んだ。しかしトーマスのみではアメリカでの放送枠を獲得することができなかった為、新たに30分の子ども向け番組を製作し、その中でトーマスをコーナードラマとして放映することとなった。ブリットはアメリカ人プロデューサーであったリック・シゲルコフと共にシチュエーション・コメディ風の子ども向け番組を企画し、1989年より『シャイニング・タイム・ステーション』というタイトルでPBS系列局WNETにて放送を開始した。
第1シリーズ終了後の1990年にはクリスマススペシャル「'Tis a Gift」が放送された。レギュラー放送終了後の1995年には特別シリーズ「Family Specials」が全4回放送されたが、1996年には番組タイトルを「Mr. Conductor's Thomas Tales」に改め、トーマスを主体とする番組に変更された。
その後2000年には本番組を題材とした映画『きかんしゃトーマス 魔法の線路』が公開された。

## 主な登場人物
ステイシー・ジョーンズ（Stacy Jones）（演：ディディ・コン）
「シャイニングタイム・ステーション」の駅長。優しい性格だが問題が起こった際は厳しく対応する。『きかんしゃトーマス 魔法の線路』では唯一、本番組と同じ俳優（女優）が起用されたキャラクターである。
ミスター・コンダクター（Mr. Conductor）（演：リンゴ・スター（第1期）→ジョージ・カーリン（第2、3期））
「シャイニングタイム・ステーション」の壁に描かれた信号所に暮らす妖精の車掌。ステイシーや子ども達が問題に直面した時に、トーマスの物語を語り聞かせて問題の解決へ導く。初代役のリンゴが「リンゴ・スター&ヒズ・オール・スター・バンド」としての音楽活動に専念することとなった為、サンタクロースであるミスター・ニコラス（演:ロイド・ブリッジス）を手伝うため北極へ旅立つという設定でクリスマススペシャル「'Tis a Gift」を以て降板し、第2シリーズから初代の従兄弟という設定でジョージ・カーリン演じる2代目が登場した。『きかんしゃトーマス 魔法の線路』ではアレック・ボールドウィンが同役で登場している。
初代はシャイな性格であったが、2代目は陽気で親しみやすい性格となった。また、2代目からは魔法の粉を使えるようになった。
ハリー・カッパー（Henry "Harry" Cupper）（演：レナード・ジャクソン）
インディアン・バレー鉄道における蒸気機関車のベテランエンジニアであり、真面目な性格である。孫娘のターニャとカラも劇中に登場する。第1シリーズ後にフォート・ファーリーという場所へ移り住む。
ホーレス・スキーマー（Horace Schemer）（演：ブライアン・オコナー）
「シャイニングタイム・ステーション」のアーケードを運営する。旅客をターゲットとしたビジネスを行い、アーケードゲームの開発などを中心に行う。また、櫛の収集家としての面も描かれている。金に目がなく不器用でもあること等から様々な問題を起こす。
ビリー・トゥーフェザーズ（Billy Twofeathers）（演：トム・ジャクソン）
第2シリーズから登場。ネイティブ・アメリカンの蒸気機関車エンジニアであり、インディアン・バレー鉄道を走る機関車レインボー・サン号の機関士でもある。ギターやフルートなど音楽の才能も持つ。『きかんしゃトーマス 魔法の線路』でも登場するが、演者はラッセル・ミーンズに変更されている。
マシュー・ジョーンズ（Matthew "Matt" Jones）（演：ジェイソン・ウリナー）
ステイシーの甥。
ベッキー（Becky）（演：ダニエル・マーコット）
ハリーの孫娘ターニャとカラの親友。

## コーナー
きかんしゃトーマス
一部の放送回を除き、各回1話ずつエピソードが挿入された。第1シリーズ～第3シリーズまでのエピソードを放送。オープニングやエンディングはカットされて放送された他、一部のエピソードは冒頭や一部シーンをカットして放送する場合があった。本番組放送時にアメリカで生産されたトーマスの玩具製品には本番組のロゴが掲載されている。「Mr. Conductor's Thomas Tales」では第4シリーズのエピソード5話＋楽曲1曲という構成で放送された。
The Jukebox Band
スキーマーが運営するアーケードに設置されているジュークボックスの中で5人組のバンドが演奏するという設定の歌のコーナー。映像はパペットによる人形劇。このコーナーを題材とした絵本「This Old Band」が発行された。
Anything Tunnel
セルアニメやストップモーション・アニメーション、実写などの映像を使用した教養コーナー。

## シリーズ
通常シリーズ
| シリーズ    | 話数 | 放映期間                      |
| ----------- | ---- | ----------------------------- |
| 第1シリーズ | 20話 | 1989年1月29日-1989年6月11日   |
| 第2シリーズ | 20話 | 1991年11月18日-1991年12月27日 |
| 第3シリーズ | 20話 | 1993年3月22日-1993年6月11日   |

スペシャル
| サブタイトル | 放映日時      |
| ------------ | ------------- |
| 'Tis a Gift  | 1990年12月9日 |

スピンオフ
| サブタイトル                 | 話数 | 放映期間                     |
| ---------------------------- | ---- | ---------------------------- |
| Family Specials              | 4話  | 1995年1月4日-1995年12月18日  |
| Mr. Conductor's Thomas Tales | 6話  | 1996年10月7日-1996年11月11日 |